# Хај Зионг (град)
Хај Зионг (виј. Hải Dương) је град у Вијетнаму у покрајини Хај Зионг. Према резултатима пописа 2009. у граду је живело 187.405 становника.